# Leo Allatius

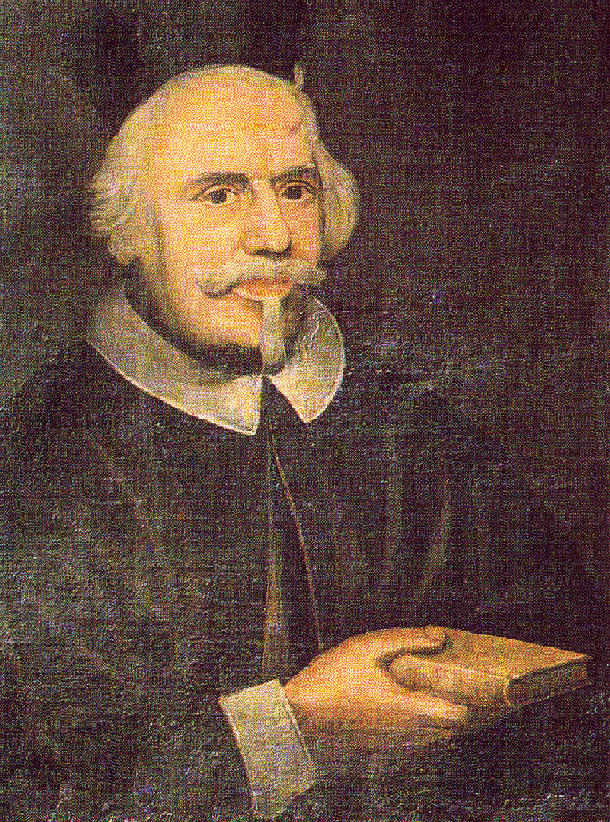
Leo Allatius, portret w Collegio Greco w Rzymie

Leo Allatius (gr. Λέων Αλλάτιος) (ur. ok. 1586 r., zm. 19 stycznia 1669 r.) – greckokatolicki uczony i teolog, bibliotekarz Biblioteki Watykańskiej.

## Życie
Allatius urodził się na Chios około 1586 roku. Wczesne lata spędził w Kalabrii i Rzymie. Jako absolwent Greckiego Kolegium Św. Atanazego, rozpoczął pracę w Rzymie jako nauczyciel greki. Po pewnym czasie uzyskał patronat papieża Grzegorza XV. W roku 1622 papież powierzył mu misję przetransportowania ksiąg z biblioteki w Heidelbergu, podarowanej papieżowi przez księcia Bawarii Maksymiliana I. W roku 1661 został mianowany przez papieża Aleksandra VII bibliotekarzem Biblioteki Watykańskiej; urząd ten pełnił do śmierci. Zmarł w Rzymie 19 lub 18 stycznia 1669 roku.